# Katedra Cesarska we Frankfurcie nad Menem

Plan kościoła z uwzględnionymi fazami budowy

Katedra Cesarska Świętego Bartłomieja (niem. Kaiserdom St. Bartholomäus) – najstarszy, największy i najważniejszy obiekt sakralny we Frankfurcie nad Menem (Hesja, Niemcy). Kościół ma bardzo wczesną metrykę, jej początki sięgają czasów panowania Merowingów, kiedy to powstała kaplica przy palatium. W czasach karolińskich wzniesiono w tym miejscu dwie świątynie, druga była dedykowana Najświętszemu Salwatorowi. Obecny kościół poświęcony jest św. Bartłomiejowi apostołowi, ze względu na relikwie sprowadzone przed 1239. Stanowi jedną z siedmiu katedr cesarskich, od 1376 r. miejsce wyboru króla niemieckiego, w latach 1562–1792 miejsce koronacji cesarzy, jeden z najważniejszych przykładów architektury gotyckiej XIV i XV w.
Kościół św. Bartłomieja nie stanowi ani nie stanowił katedry w ścisłym tego słowa znaczeniu, gdyż nigdy nie był głównym kościołem biskupa, był natomiast farą. W języku niemieckim określany jest jako Dom, co zwyczajowo oznacza niektóre znaczniejsze świątynie, niekoniecznie związane z siedzibą diecezji.

## Rys historyczny

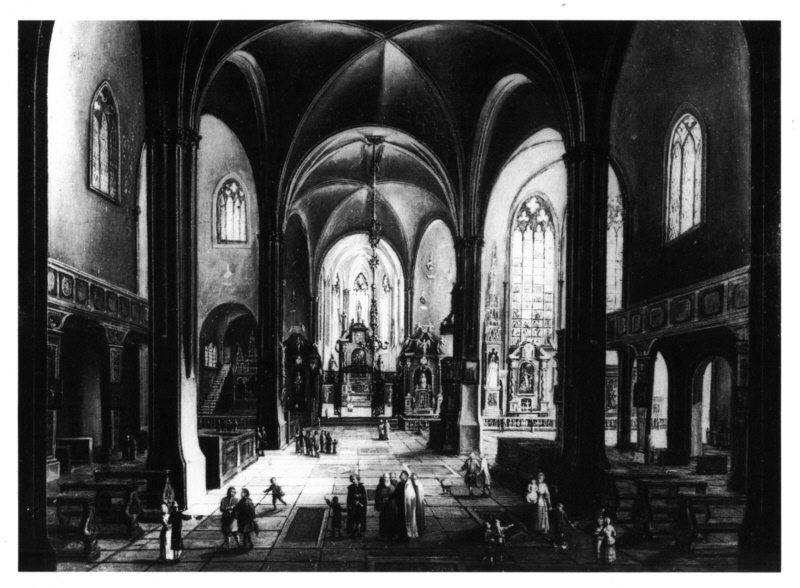
Wnętrze kościoła – rycina z 1744 r.

Obecny kościół jest piątą świątynią istniejącą na tym miejscu. Pierwsza powstała jeszcze za czasów Merowingów i pełniła funkcję kaplicy pałacowej. Drugi kościół powstał w 794 r., kiedy to Frankfurt należał do cesarstwa Karola Wielkiego. Jeszcze w czasach karolińskich wybudowano w 843 r. nowy kościół pod wezwaniem Najświętszego Salwatora, który istniał do XIII w. Czwarty, romański kościół stał się miejscem pochówku relikwii św. Bartłomieja sprowadzonych z Rzymu przed 1239 r. Stąd też romański kościół otrzymał wydzielone prezbiterium.
Już w 1270 r. kościół rozbudowano, dodając wczesnogotycki trójnawowy korpus. W 1345 r. powstało nowe prezbiterium o trzech przęsłach, w znacznym stopniu zachowane do dziś. Od 1368 r. świątynia otrzymała obecny transept, ponadto do prezbiterium dodano zakrystię i skarbiec. Wysoka na 95 m wieża zachodnia powstała w XV w. Górna, oktogonalna część zwieńczona kopulastym hełmem jest dziełem Maderna Gerthenera z ok. 1415 r. Forma zwieńczenia wieży stanowi ideowe nawiązanie do Korony Rzeszy. Gerthener także działał przy dekoracji ścian transeptu oraz odkuł kamienne sakramentarium w prezbiterium.
Na mocy Złotej Bulli świątynia stała się miejscem elekcji króla niemieckiego od 1376 r. (elekcja Wacława IV), koronacji królów niemieckich (od 1531) i cesarzy (w latach 1562–1792). Stąd kościół otrzymał miano katedry cesarskiej. Pierwszym władcą, który przyjął w niej koronę cesarską był Maksymilian II Habsburg. Władców koronowali arcybiskupi Moguncji.
W katedrze koronowano następujących cesarzy:
- 30 listopada 1562: Maksymilian II Habsburg (koronacja na króla Niemiec)
- 24 czerwca 1612: Maciej
- 9 września 1619: Ferdynand II Habsburg
- 1 sierpnia 1658: Leopold I Habsburg
- 22 grudnia 1711: Karol VI Habsburg
- 12 lutego 1742: Karol VII Bawarski
- 4 października 1745: Franciszek I Lotaryński
- 3 kwietnia 1764: Józef II Habsburg (koronacja na króla Niemiec)
- 9 października 1790: Leopold II Habsburg
- 14 lipca 1792: Franciszek II Habsburg

W 1867 r. wielki pożar znacznie uszkodził katedrę, którą odbudowano, przywracając jej gotycki wygląd. Odbudową kierował architekt Franz Josef Denzinger, znany z udziału w konserwacji innych średniowiecznych zabytków w Niemczech. Kolejne zniszczenia katedry przyniosła II wojna światowa. Frankfurt był sześciokrotnie niszczony przez alianckie naloty dywanowe. Katedra uległa znacznym uszkodzeniom podczas ostatniego bombardowania miasta 22 marca 1944. W wyniku pożaru spłonęły niemal wszystkie połacie dachu, częściowo runęło sklepienie, jednakże zniszczenia nie objęły wieży oraz cennego wystroju wnętrza. Odbudowa świątyni trwała do lat 50. Do lat 70. krajobraz miasta zmienił się wraz z rozwojem Frankfurtu jako centrum finansowego, gospodarczego i targowego, co przyniosło znaczne konsekwencje w panoramie miasta. Sylwetkę katedry przysłoniły liczne wielokondygnacyjne wieżowce skupione w zachodniej części centrum miasta.

## Architektura

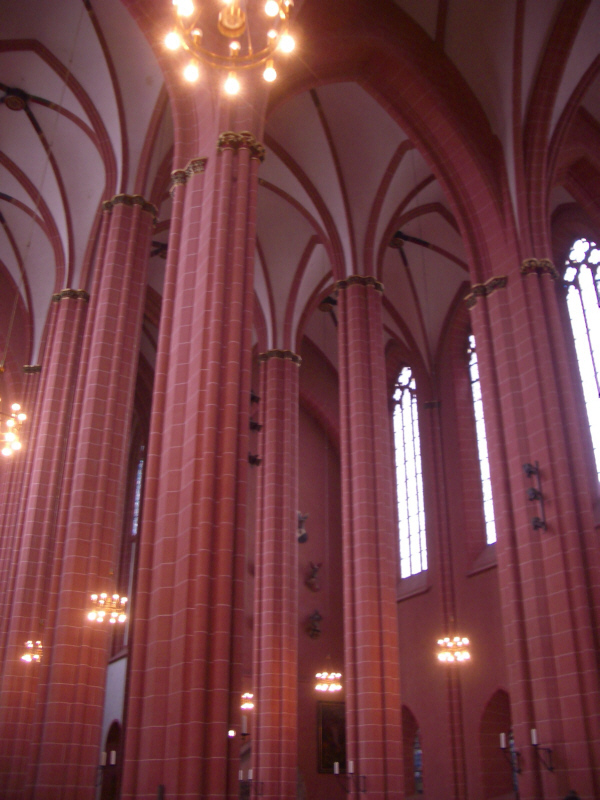
Wnętrze korpusu nawowego

Świątynia zbudowana jest z czerwonego piaskowca na planie zbliżonym do krzyża greckiego. Składa się z XIV-wiecznego prezbiterium oraz XV-wiecznego transeptu i trójnawowego korpusu nawowego o układzie halowym. Od strony zachodniej wznosi się masywna wieża. Prezbiterium składa się z trzech przęseł i poligonalnej absydy (pięć boków ośmioboku). Wnętrze chóru nakryte jest sklepieniem krzyżowo-żebrowym wspartym na służkach wtopionych w lico masywnych ścian. Smukłe okna zdobią maswerki. Od zewnątrz do chóru przylegają niewysokie aneksy mieszczące XIV-wieczne zakrystię i kaplicę NMP, zaś od strony południowej Kaplica Elektorska z 1420 r. Transept charakteryzuje szerokość zbliżona do długości kościoła. Najstarsza część kościoła, XIII-wieczny korpus nawowy, składa się z trzech przęseł. Jego rozplanowanie cechuje większa szerokość niż długość. Do południowej nawy przylegają dwie kaplice: św. Wolfganga z 1355 r. oraz Schneidkapelle z 1422. Sklepienia naw (także krzyżowo-żebrowe) wsparte są na masywnych filarach wiązkowych i służkach przylegających do ścian murów obwodowych. Wszystkie partie kościoła cechuje zwartość bryły, oszczędność – dekorację tworzą jedynie liściaste kapitele filarów, wsporniki i zworniki. Na zewnątrz ściany są oszkarpowane, przeprute wielkimi ostrołukowymi oknami zdobionymi maswerkami. Na narożach ścian zachodnich naw bocznych znajdują się okrągłe w planie wieżyczki zwieńczone stożkowatymi hełmami.
Niektórzy architekci, budowniczowie i konserwatorzy katedry oraz lata działalności:
- Madern Gerthener(inne języki) (1415–1430)
- Jörg Östreicher (…–1472)
- Hans Flücke von Ingelheim (1483–1490)
- Nikolaus Queck (1490–1497)
- Jakob Bach von Ettlingen (1499–1514)
- Franz Joseph Denzinger(inne języki) (1869–1880)
- Hermann Mäckler und Alois Giefer (1948–1953)

Wymiary świątyni:
- Wysokość wnętrza: 23,20 m.
- Wysokość wnętrza (stan przed 1867): ok. 17 m.
- Długość transeptu: 64 m.
- Całkowita długość świątyni: 64 m.
- Szerokość transeptu: 11 m.
- Wysokość wieży zachodniej: 94,75 m.
- Wysokość wieży zachodniej, przed 1867: 72,50 m.

## Wieża

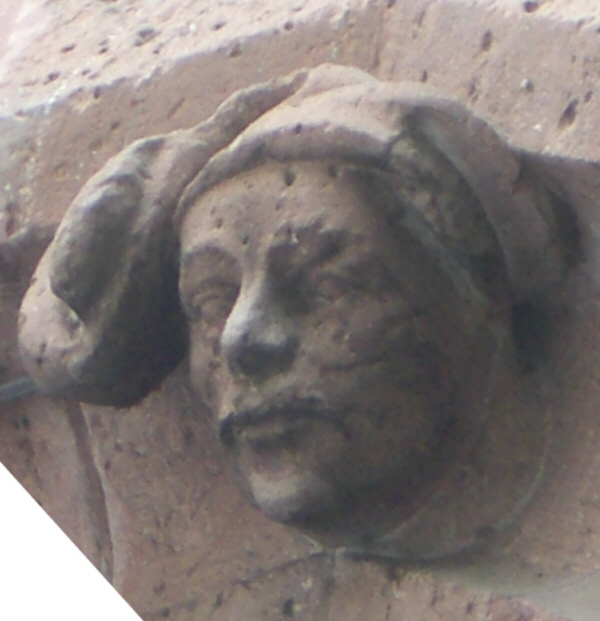
Autoportret Maderna Gerthenera

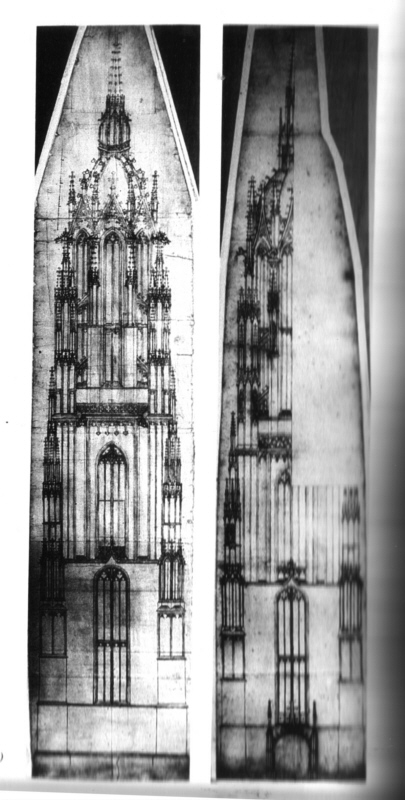
Oryginalny projekt wieży zachodniej

Budowana od XIV w. do 1514 r. wielokondygnacyjna wieża wyróżnia się nie tylko wysokością, lecz także bogactwem form architektonicznych. Wzniesiona na planie kwadratu w wyższych kondygnacjach stopniowo przechodzi w ośmiobok. W podobny sposób zastosowano środki plastyczne – na elewacjach dolnych kondygnacji dekoracja jest ograniczona do laskowań, zaakcentowano również naroża. W pełni oktogonalny plan ma najwyższa kondygnacja, którą cechuje lekkość i przezroczystość konstrukcji – ściany są przeprute wysmukłymi oknami z maswerkami. Ościeża okien są bogato profilowane. Na narożnikach wznoszą strzeliste wieżyczki o wertykalnej formie, które wspierają łęki oporowe spływające z oktogonalnej części wieży. Każdy z boków wieńczy trójkątny szczyt flankowany fialami. Powyżej wznosi się kamienna kopuła zwieńczona wysmukłym hełmem z latarnią.

## Dzwony

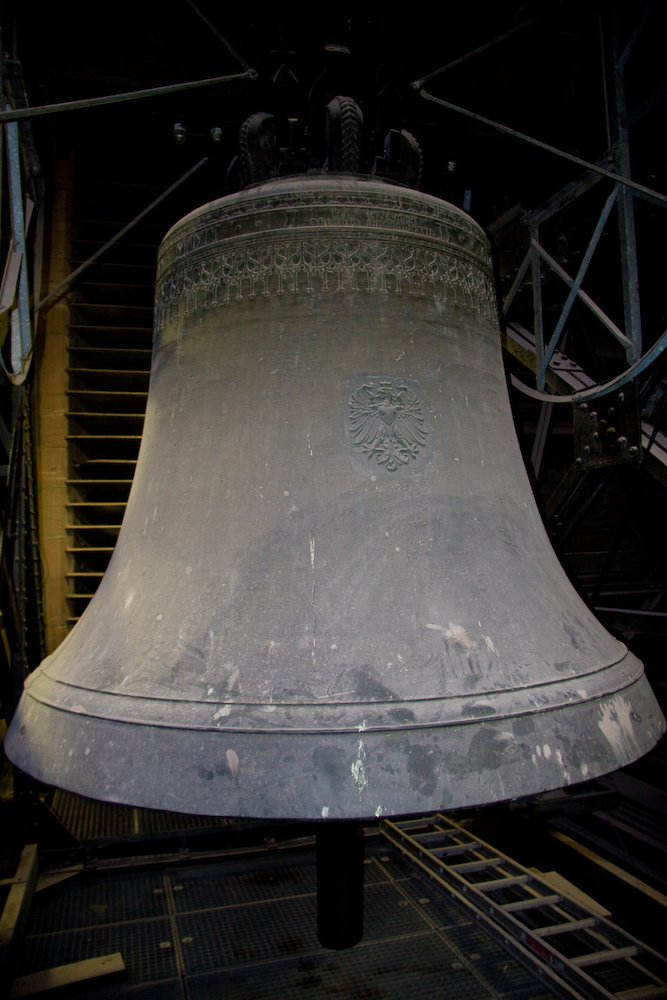
Gloriosa – największy dzwon w katedrze frankfurckiej

Wszystkie zabytkowe dzwony uległy zniszczeniu podczas pożaru katedry w 1867 r. Obecne dzwony zostały odlane w Dreźnie przez ludwisarza Hermanna Große w 1877 r. Waga wszystkich dzwonów wynosi aż 23 384,5 kg. Największym jest Gloriosa, który waży ponad 11 ton. Cztery z nich – Kleinste Glocke, Johannes, Salveglocke, Bartholomäus pełnią także funkcję dzwonów zegarowych. Z dzwonami katedry oraz innych dziewięciu zabytkowych kościołów Frankfurtu nad Menem związana jest tradycja celebrowania świąt kościelnych. Tradycja ta sięga 1853 roku. Dzwony biją przez pół godziny w następujących dniach:
- w sobotę przed pierwszą niedzielą Adwentu. od godz. 16:30
- w Wigilię Bożego Narodzenia od godz. 17:00
- w Wielką Sobotę od godz. 16:30
- w sobotę przed dniem Zesłania Ducha Świętego od godz. 16:30

Na wieży katedry frankfurckiej zawieszone są następujące dzwony:
| Nr | Nazwa            | Ton (16tel) | Waga (kg) | Średnica (mm) | Inskrypcje | Data odlania |
| 1  | Gloriosa         | e0 +1       | 11950     | 2585          | Gloriosa nominor Guilelmus imperator dono dedit fecit I. G. Grosse Dresden MDCCCLXXVII.                                                                            | 1877         |
| 2  | Carolus          | a0 −4       | 4630      | 1924          | gloria tibi trinitas aequalis una deitas et ante omnia saecula et nunc et in perpetuum anno domini MDCCCLXXVII fecit I. G. Grosse Dresden. Osanna in excelsis deo. | 1877         |
| 3  | Bartholomäus     | cis1 −3     | 2380      | 1547          | libera nos salva nos iustifica nos o beata trinitas MDCCCLXXVII fecit I. G. Grosse Dresden                                                                         | 1877         |
| 4  | Salveglocke      | e1 +1       | 1520      | 1291          | ave Maria gratia plena dns tecum |              |
| 5  | Mettenglocke     | fis1 ±0     | 984       | 1147          | Durch das Feuer bin ich geflossen XV August MDCCCLXVII zur Ehre Gottes hat man mich gegossen MDCCCLXXVII I. G. Grosse Dresden.                                     | 1887         |
| 6  | Kleine Uhrglocke | gis1 −4     | 689,5     | 1020          | turris fortissima nomen domini ad ipsum currit iustus et exaltabitur.                                                                                              |              |
| 7  | Johannes         | a1 ±0       | 552       | 946           | soli deo gloria Gott allein die Ehre. Im Namen Gottes floss ich, I. G. Grosse in Dresden goss mich.                                                                |              |
| 8  | Zeitglocke       | h1 −1       | 403       | 851           | gloria in excelsis deo et in terra pax hominibus bonae voluntatis MDCCCLXXVII                                                                                      | 1877         |
| 9  | Kleinste Glocke  | cis2 +5     | 276       | 752           | o rex gloriae veni cum pace MDCCCLXXVII | 1877         |

## Wystrój wnętrza
Pomimo licznych zawieruch w historii frankfurcka katedra zachowała wewnątrz cenne dzieła sztuki. Kilka dzieł sztuki gotyckiej znajduje się w prezbiterium. Na ścianach zachowały się malowidła ścienne z XIV wieku przedstawiające Żywot Świętego Bartłomieja. Ołtarz główny zdobi XV-wieczne monumentalne retabulum w formie tryptyku. Ołtarz pochodzi z kościoła św. Katarzyny w Salzwedel. Dzieło składa się z korpusu i pary ruchomych skrzydeł oraz predelli, która również posiada skrzydła ruchome. Część środkowa zawiera pięć scen pasyjnych – pośrodku przedstawienie Kalwarii, zaś po bokach Modlitwa w Ogrojcu, Biczowanie oraz Chrystus przed Piłatem i Niesienie Krzyża. Na bocznych skrzydłach posągi apostołów i proroków. Na rewersach skrzydeł bocznych Złożenie do grobu i Zmartwychwstanie, obie sceny są malowane. Otwarta predella mieści płaskorzeźbione sceny przedstawiające Radości Marii – Zwiastowanie, Nawiedzenie św. Elżbiety, Boże Narodzenie i Pokłon Trzech Króli. Po lewej stronie ołtarza sakramentarium w kształcie wieżyczki – dzieło Maderna Gerthenera. Podstawę tworzy postać mężczyzny trzymającego pulpit do czytania Ewangelii. Pomieszczenie kryjące Hostię zdobią na zewnątrz figury świętych Apostołów Piotra i Pawła, Bartłomieja oraz wizerunek niezidentyfikowanego cesarza. Ponadto w wimpergach znajdują się wizerunki Abrahama, Melchizedeka oraz Chrystusa. Zachowały się także gotyckie stalle, powstałe prawdopodobnie w strzesze Parlerów w 1352 r., z licznymi płaskorzeźbionymi wizerunkami świętych i motywami zoomorficznymi i florystycznymi.

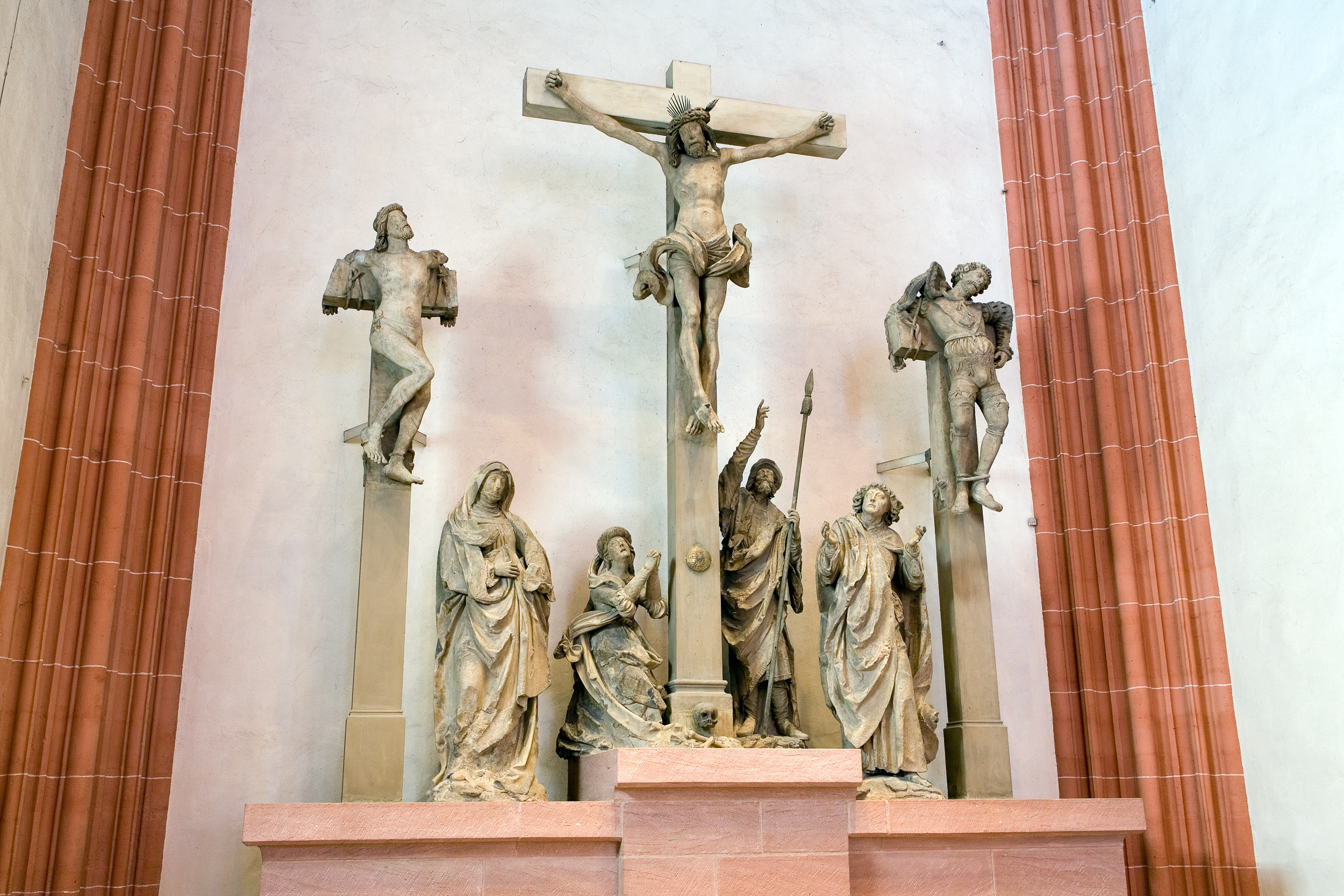
Grupa Ukrzyżowania z 1512 – dzieło Hansa Backhoffena

Pod arkadą tęczową mieszczą się dwa późnogotyckie tryptyki: ołtarz św. Anny z rzeźbioną predellą przedstawiającą Ostatnią Wieczerzę oraz Ołtarz Najświętszego Serca Pana Jezusa z 1505 r. o szwabskiej proweniencji z rzeźbami dłuta Iwo Strigela z Memmingen. W pomieszczeniu wieży znajduje się późnogotycka Grupa Ukrzyżowania wykonana w 1508 r. przez Hansa Backhoffena z Moguncji. Tworzą ją pełnoplastyczne figury ukrzyżowanego Chrystusa oraz łotrów Dyzmy oraz Gesmasa. U stóp Zbawiciela po Jego prawicy klęczy Maria Magdalena, obok stoi Maria, zaś po lewicy stoją Longinus z włócznią i Jan Ewangelista. Wszystkie figury charakteryzuje dramatyzm, dynamizm póz, silnie podkreślone zostały cechy psychologiczne, na twarzach widoczny jest grymas bólu, smutku, współcierpienia i współczucia. W kaplicy Marii Magdaleny znajduje się kamienny Grób Pański z zespołem rzeźb datowany na początek XVI stulecia. W różnych częściach kościoła na ścianach zachowały się liczne pomniki nagrobne z XIV i XV w.

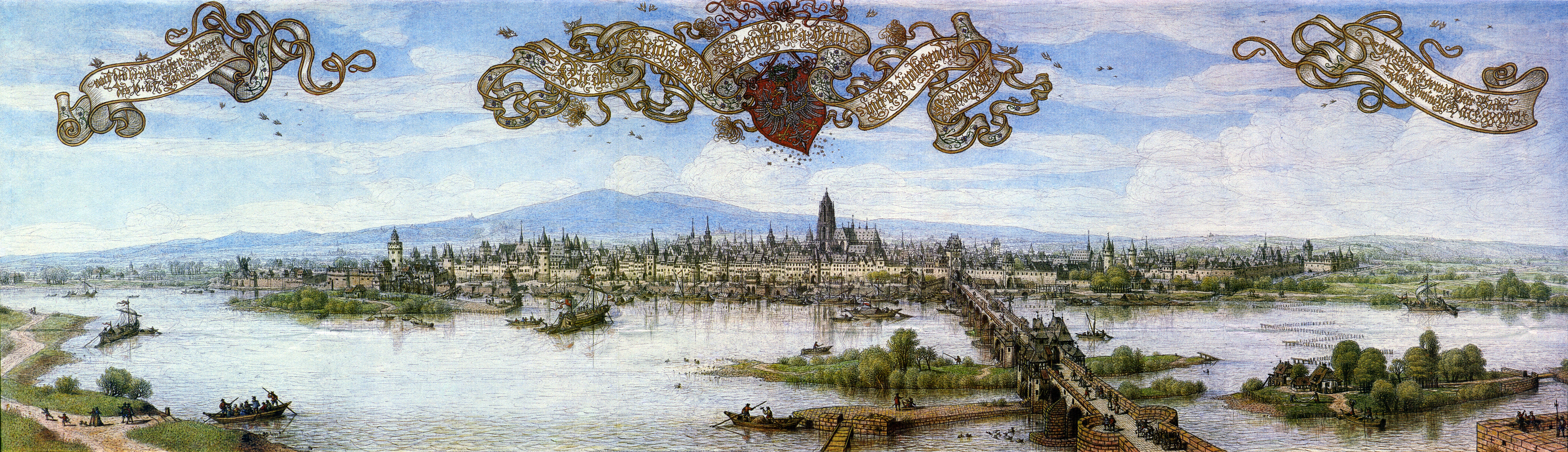
Historyczna panorama miasta z katedrą

## Galeria zdjęć

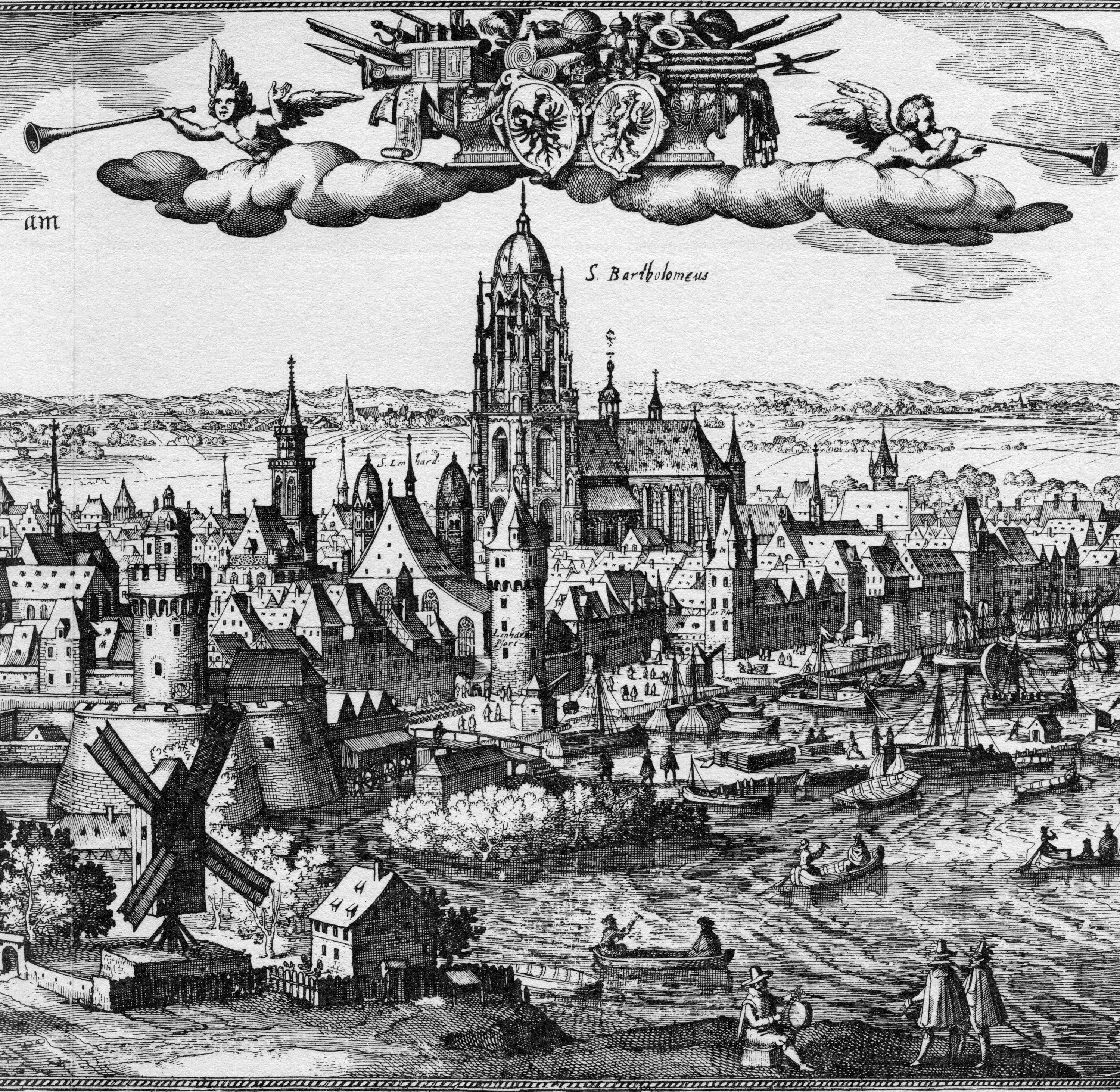
Widok katedry z 1612 r.
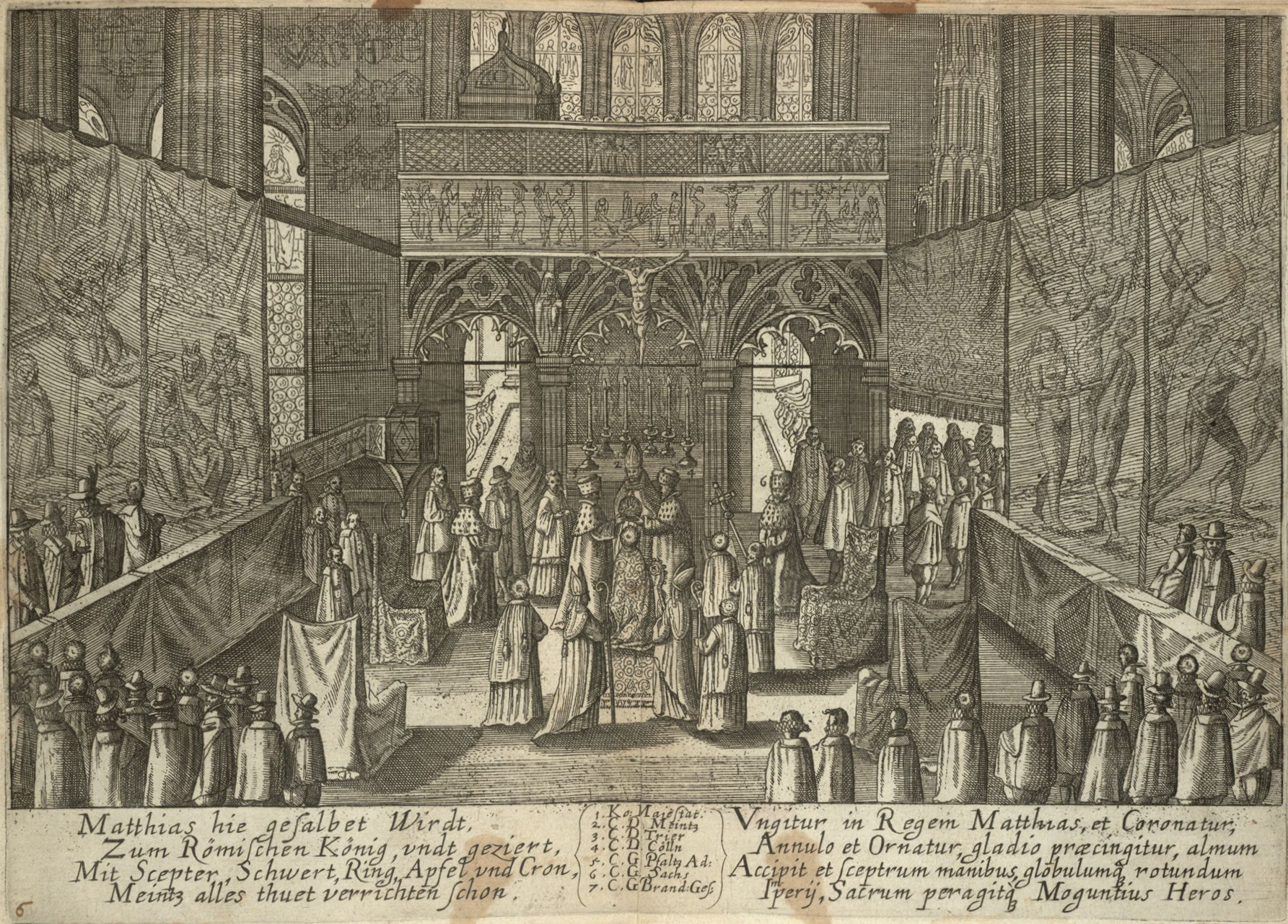
Ceremonia koronacji Macieja Habsburga
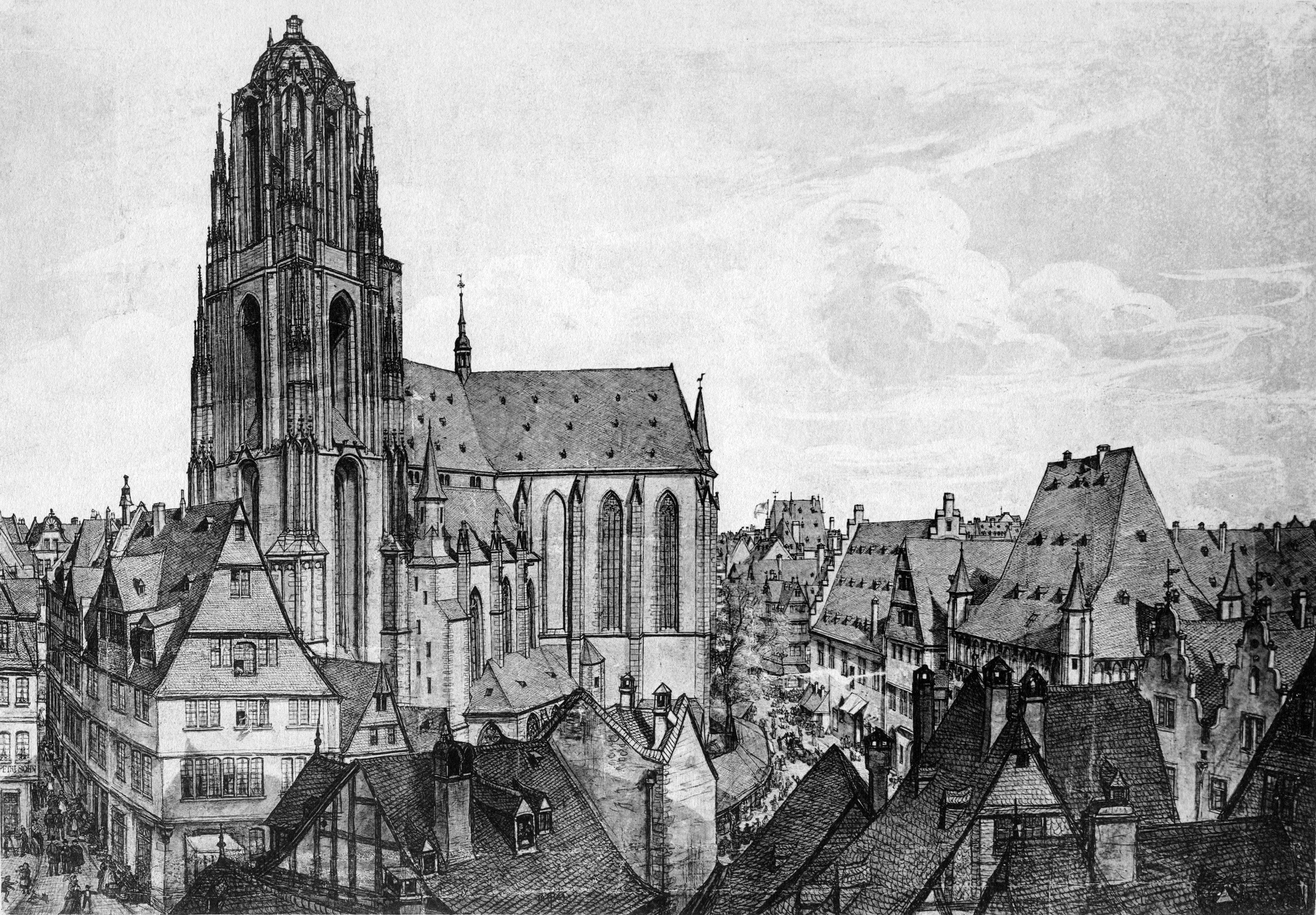
Widok katedry – rycina z 1858 r.
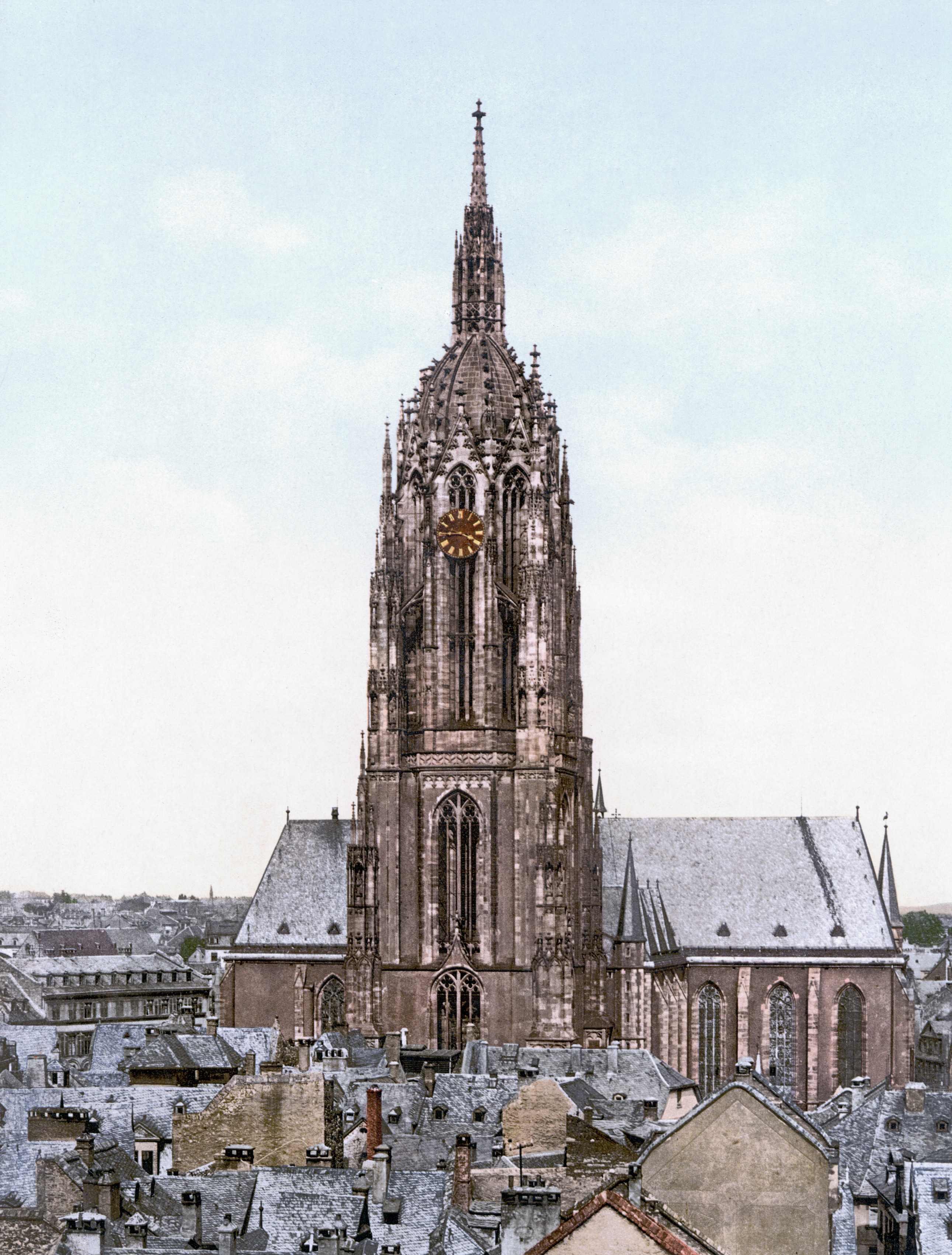
Widok na katedrę z ok. 1900 r.
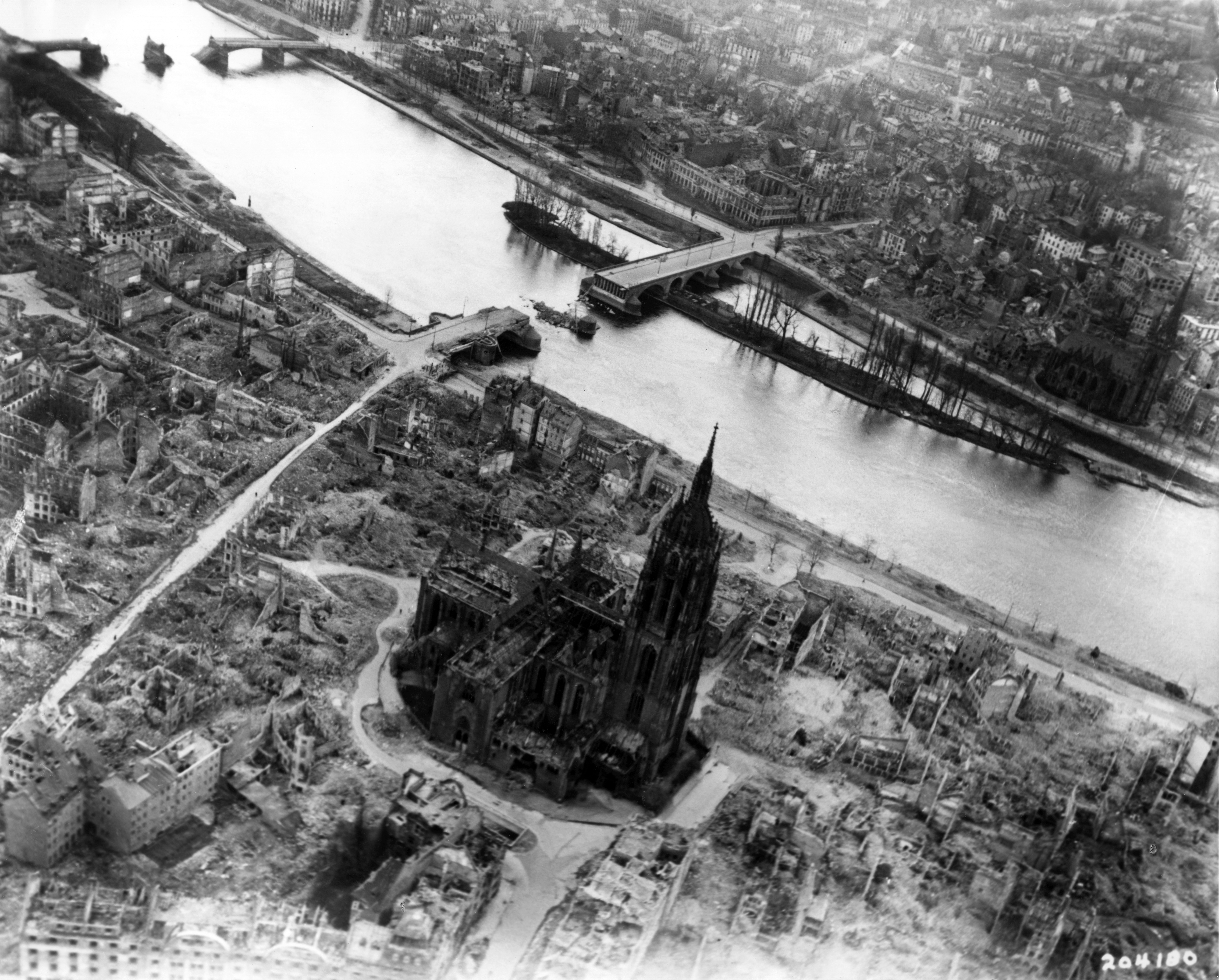
Frankfurt w 1944 r.
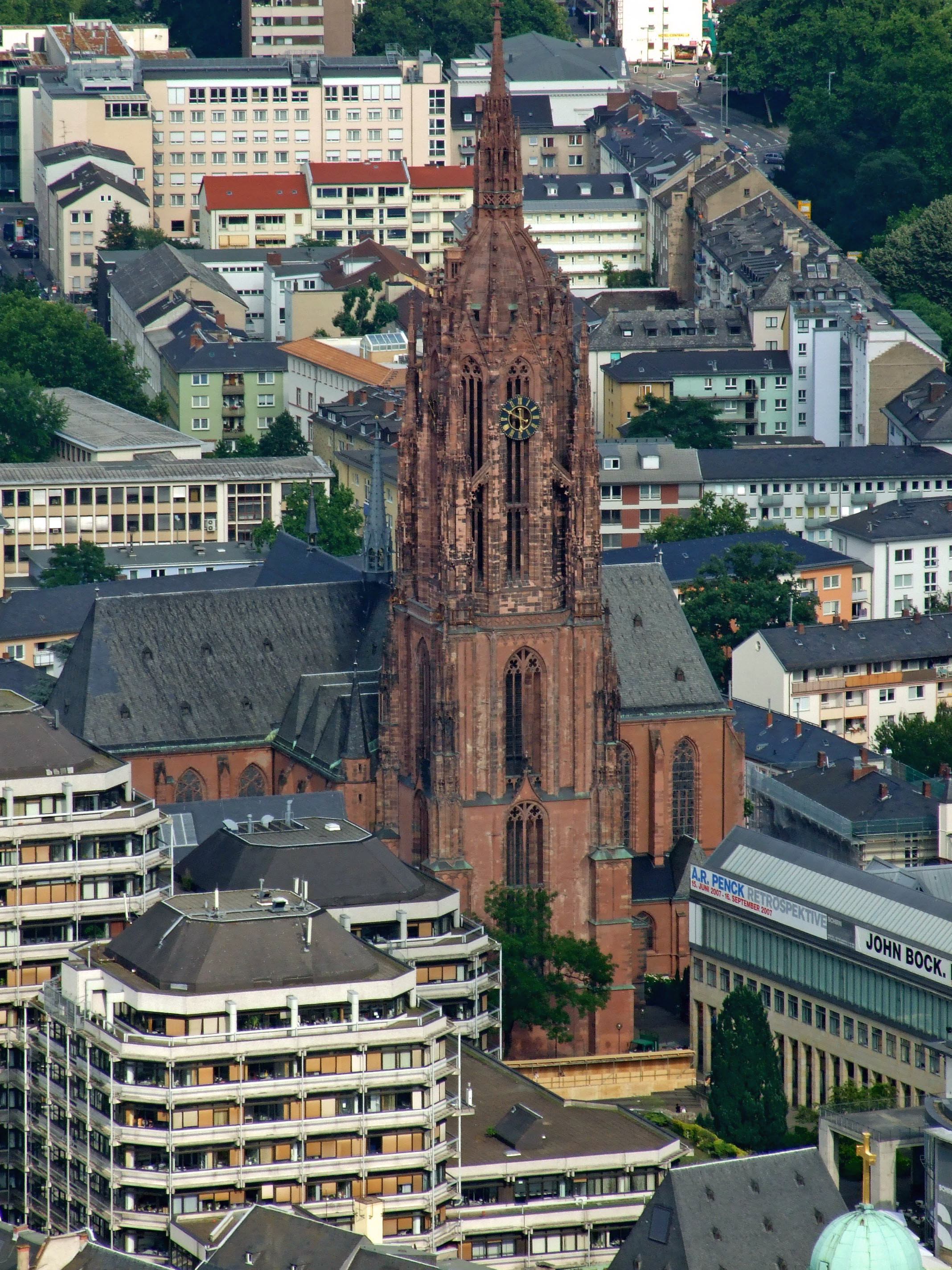
Widok z lotu ptaka na katedrę
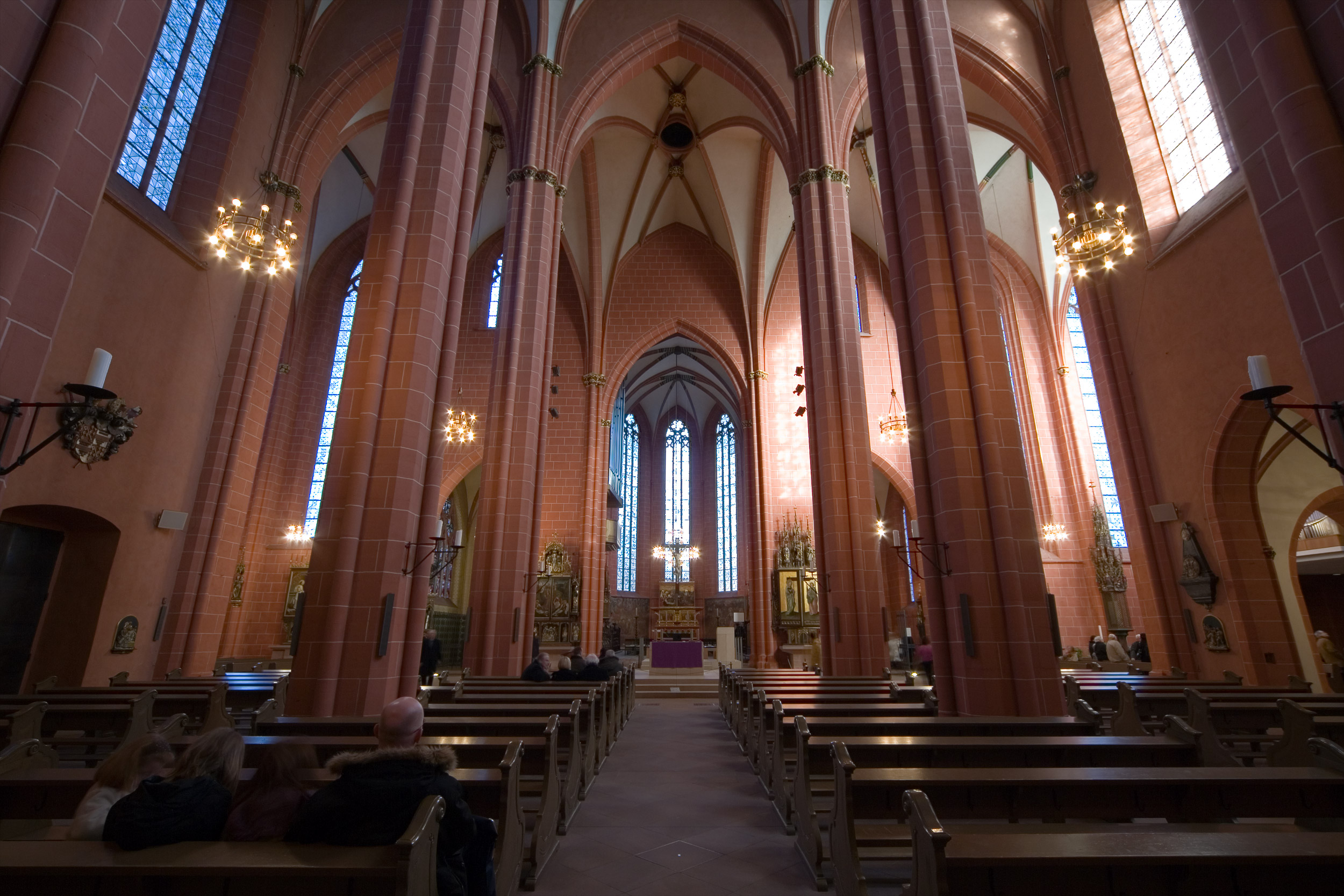
Widok na nawę główną
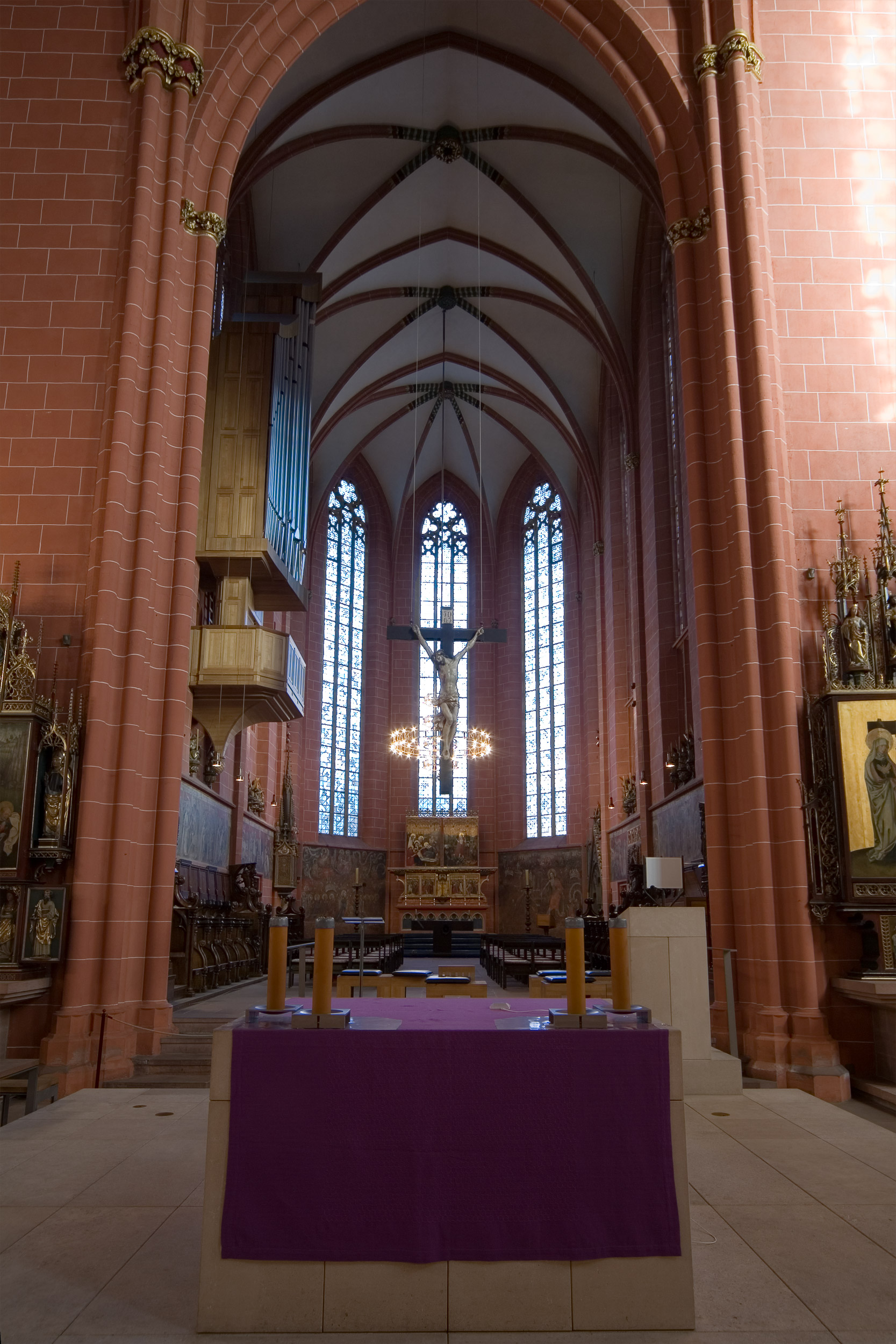
Prezbiterium z ołtarzem głównym
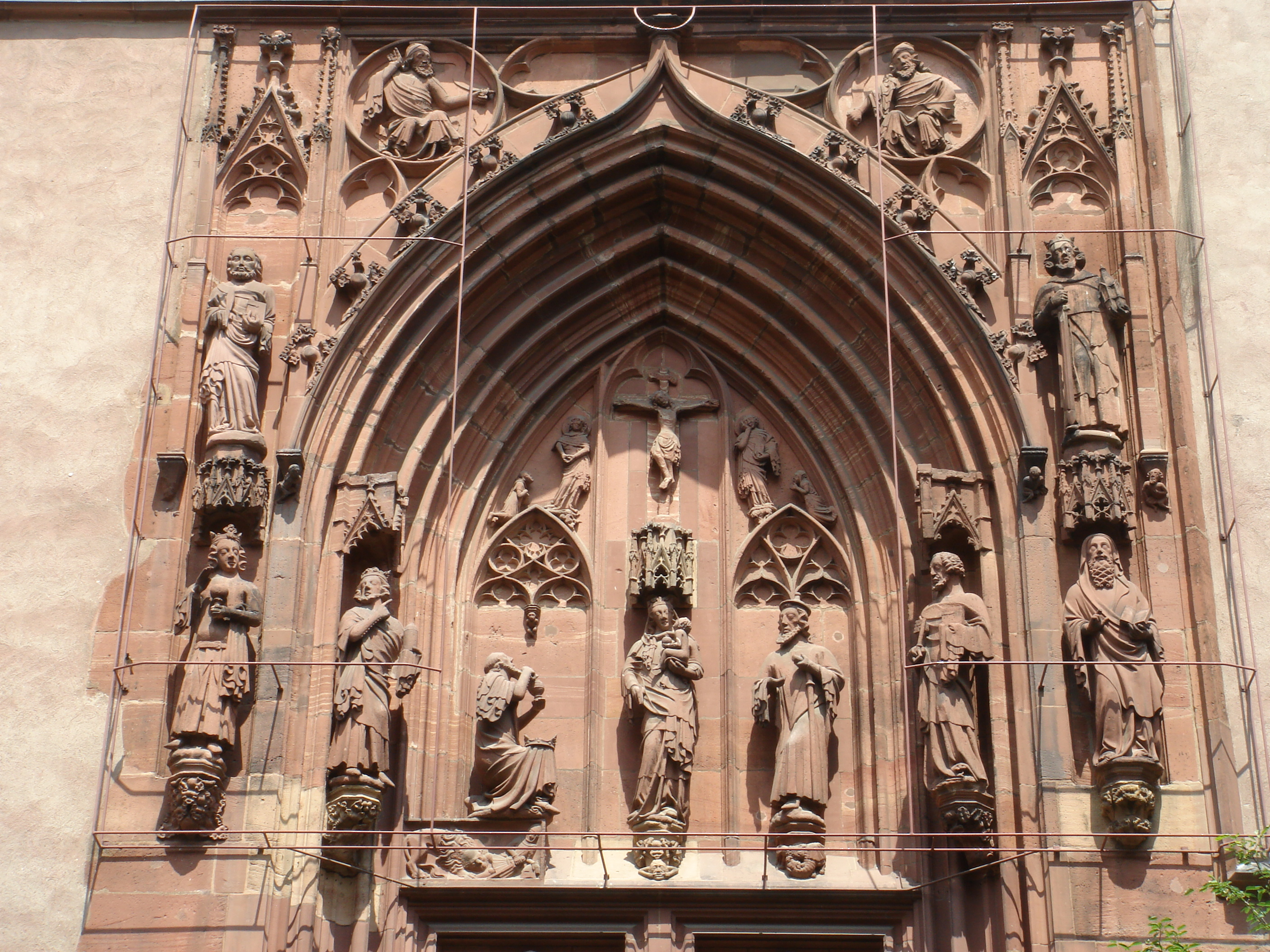
Portal południowy
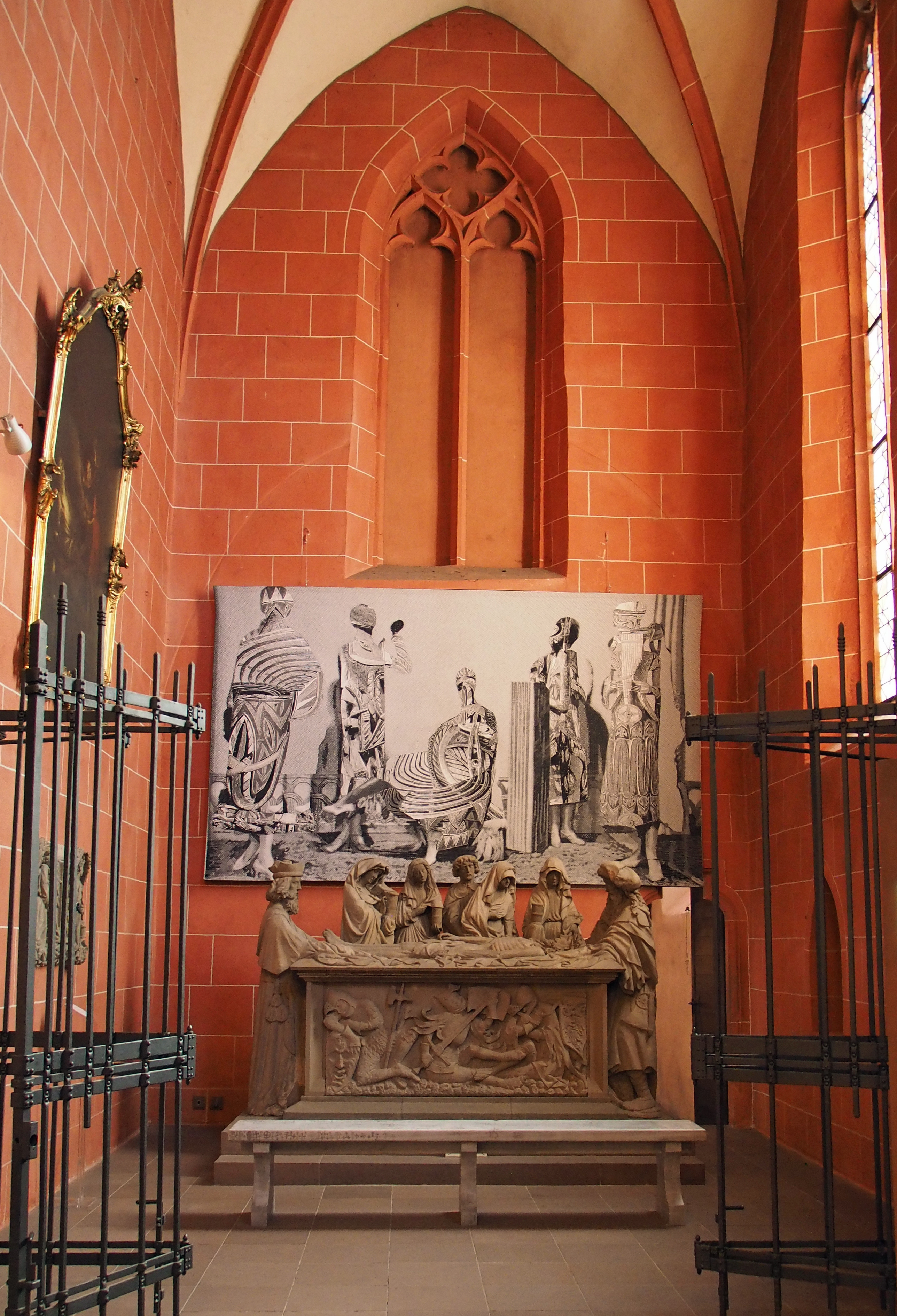
Późnogotycki Grób Pański
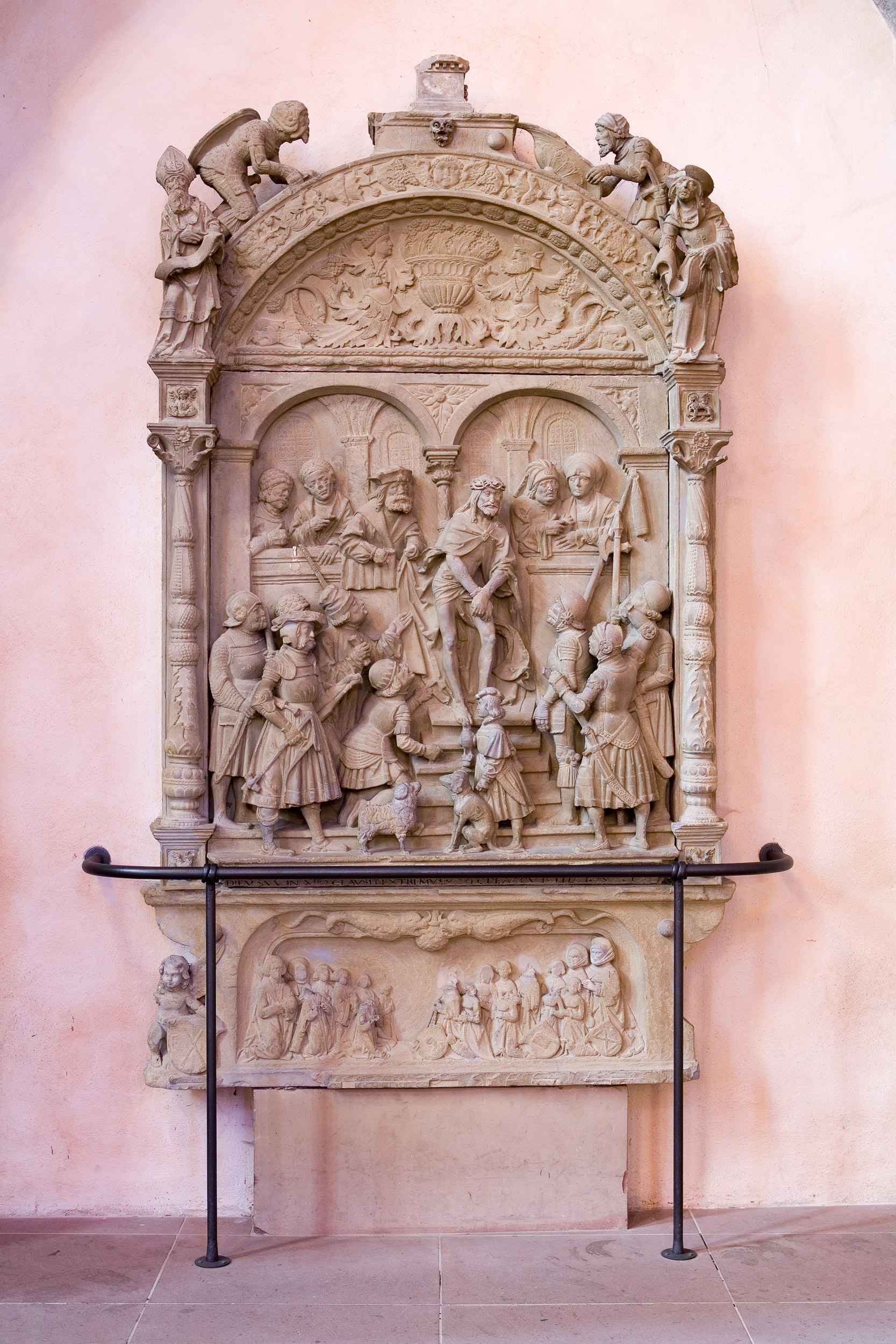
Epitafium Andreasa Hirde
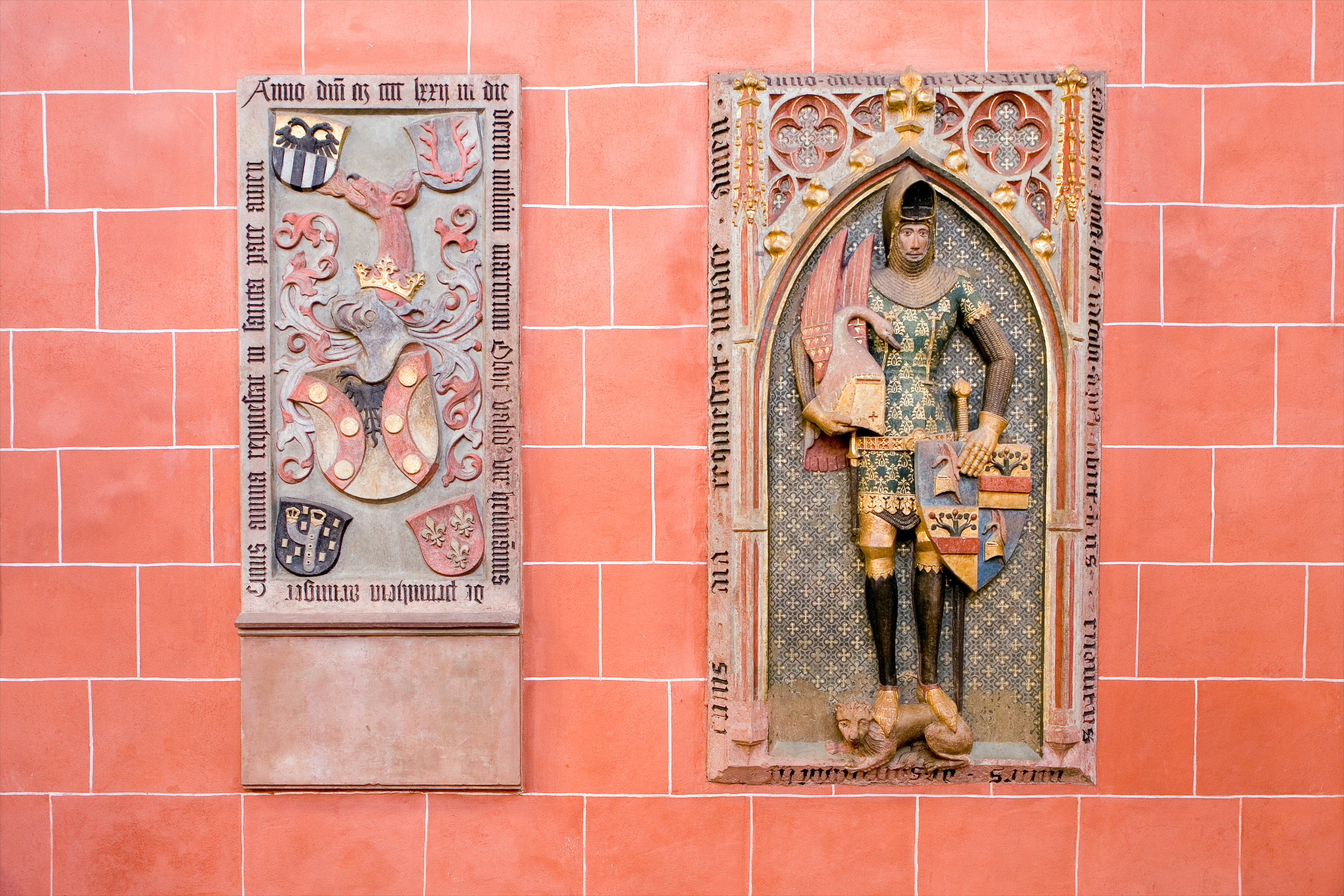
Gotyckie nagrobki